# Índice Bursátil de Capitalización
Der Índice Bursátil de Capitalización ist ein Aktienindex aus Venezuela, der die größten Unternehmen der Caracas Stock Exchange abbildet. Er wird seit 1997 veröffentlicht.

## Geschichte
Als der Index am 28. August 1997 eingeführt wurde, umfasste er 15 Unternehmen:
Cantv, Fondo de Valores Inmobiliarios, H.L. Boulton, Corimon, Manpa, Mercantil Servicios Financieros, Electricidad de Caracas, Banco Provincial, Venepal, Mantex, Sudamtex, Sivensa, Vencemos, Mavesa und Banco Venezolano de Crédito.
Mavesa ist jetzt eine Tochtergesellschaft von Empresas Polar. Das uruguayische Textilunternehmen Sudamtex wurde geschlossen. Venepal meldete 2004 Insolvenz an und wurde anschließend verstaatlicht, wodurch es zu „Invepal“ wurde. Das Zementunternehmen Vencemos, das 1994 von der mexikanischen Cemex übernommen wurde, wurde 2008 verstaatlicht und wurde zu Cementos Venezuela. Aufgrund der hohen Inflation in Venezuela wurde der Index seit 2014 viermal angepasst:
- Index geteilt durch 1000 am 2. Januar 2014
- Index geteilt durch 1000 am 9. Oktober 2017
- Index geteilt durch 1000 am 6. November 2018
- Index geteilt durch 1000 am 22. März 2021

## Jährliche Entwicklung
| Jahr | Schlusskurs | Veränderung in Punkten | Veränderung in Prozent |
| ---- | ----------- | ---------------------- | ---------------------- |
| 2000 | 6,67        |                        |                        |
| 2001 | 6,57        | −0,10                  | −1,50                  |
| 2002 | 8,02        | 1,45                   | 22,07                  |
| 2003 | 22,20       | 14,18                  | 176,81                 |
| 2004 | 29,95       | 7,75                   | 34,91                  |
| 2005 | 20,39       | −9,56                  | −31,92                 |
| 2006 | 52,23       | 31,84                  | 156,15                 |
| 2007 | 37,90       | −14,33                 | −27,44                 |
| 2008 | 35,09       | −2,81                  | −7,41                  |
| 2009 | 55,08       | 19,99                  | 56,97                  |
| 2010 | 65,34       | 10,26                  | 18,63                  |
| 2011 | 117,04      | 51,70                  | 79,12                  |
| 2012 | 471,44      | 354,40                 | 302,80                 |
| 2013 | 2.736,58    | 2.265,14               | 480,47                 |
| 2014 | 3.858,74    | 1.122,16               | 41,01                  |
| 2015 | 14.588,25   | 10.729,51              | 278,06                 |
| 2016 | 31.705,22   | 17.116,97              | 117,33                 |
| 2017 | 1.263,14    | −30.442,10             | −96,02                 |
| 2018 | 1.605,26    | 342,12                 | 27,08                  |

Stand 2018

## Zusammensetzung
| - BBVA Provincial - BNC - CANTV - Corimon - Domínguez & Cía - Envases Venezolanos - Fondo de Valores Inmobiliarios - Manpa - Mercantil - Sivensa |